# Кредитний розмах (опціони)
У фінансах кредитний розмах, чистий кредитний розмах або кредитний спред — це ситуація коли інвестор купує один опціон і продає інший того ж класу і з тією ж датою погашення, але іншою ціною виконання. Інвестори отримують чистий кредит (премію) за входження в таку позицію, і бажають щоб розмах (різниця цін виконання) звузився або позиції дозріли з прибутком. На противагу для того щоб отримати позицію в дебетовому розмаху інвестор має заплатити.